# タンパベイ・バッカニアーズ
タンパベイ・バッカニアーズ（英語: Tampa Bay Buccaneers、略称: TB) は、アメリカ合衆国フロリダ州タンパに本拠地をおくNFLチーム。NFC南地区に所属している。第37回スーパーボウルでオークランド・レイダースを破り初優勝を果たしている。2001年まではNFC中地区に所属した。愛称はバックス（Bucs）。ホームスタジアムは、レイモンド・ジェームス・スタジアム。本部と練習場は、スタジアムのすぐ隣に位置している。

## 歴史

### 創設期
当初チームのフランチャイズ権はフィラデルフィアの建設会社オーナーのトム・マクロウスキーに与えられる予定だったがNFLと金銭面で合意にならず、ジャクソンビルの税理士であったヒュー・カルバーハウスが初代オーナーとなった。チームの愛称は公募の結果、タンパ湾が17世紀フロリダ州沿岸で暴れ回り名を馳せた海賊・バッカニアの縄張りだった事からバッカニアーズと名づけられた。本拠地に決まったタンパ・スタジアムは拡張工事がされ72,000人収容となった。
初代ヘッドコーチには長年USCヘッドコーチを務めた名将、ジョン・マッケイが就任した。これまでマッケイはNFLの他のチームからのオファーを何度か断っていたが新チームを一から作り上げることに興味を持ち、300万ドルの契約を結んだ。マッケイは頼れるベテラン選手とドラフトで有望な選手を獲得し、5年計画でチーム作りを考えていた。だがこの時のエクスパンション・ドラフトは後に行われたものよりもはるかに厳しく高齢になりすぎた選手や他のチームで戦力外と見られた選手しか獲得できなかった。ミスタックルやスナップミスなどが相次ぎファンの支持やメディアの支援も失っていった。マッケイは1977年のドラフトで後に殿堂入りしたRBトニー・ドーセットではなくRBリッキー・ベルを指名したことやUSCのプレイブックに多く頼っていること、カレッジフットボールで全米チャンピオンになったリーロイ・セルモン、デューイ・セルモン兄弟の存在などからNFLでカレッジフットボールを行っていると皮肉られた。この不満は次第に高まりファンの間では"Throw McKay in the Bay"（マッケイコーチを湾にほうりこんでやれ）というバンパーステッカーが人気となったほどである。
チーム創設1シーズン目の1976年は暫定的にAFC西地区に所属したが開幕から14連敗でシーズンを終えた（既存のAFC13チームと同年設立のシアトル・シーホークス（同じく暫定でNFC西地区所属）との14試合に全敗した。）。この年4試合は完封負けを喫し、シーズン14戦での総得点はわずか125点、一方412点を相手に与えた。怪我人も続出しCFLからも選手を獲得した。チームはジョニー・カーソンのトークショーやファンによってジョークのネタにされた。

### NFC中地区
1977年からNFC中地区に移った。この年プレシーズンゲームではアトランタ・ファルコンズを17-3で破ったものの、2シーズン目に入っても連敗記録は止まらず6試合で完封負けを喫した。既存のNFC13チームとシアトル・シーホークス（AFC西地区に移動）との14試合を行い、第13週、敵地でのニューオーリンズ・セインツ戦で33-14と初勝利を挙げるまでにさらに12連敗。前年から通算で26連敗を記録した。これは、NFLにおけるワースト記録である（北米4大プロスポーツリーグにおいても、NBAのクリーブランド・キャバリアーズが2010-11シーズンに作った「26連敗」と並んでワースト記録）。この時敗れたセインツのQBアーチー・マニングは「バッカニアーズに敗れたことは恥だった。試合後に相手選手に嘲笑された」と述べている。試合終了後深夜タンパに戻ったチームを8000人のファンが歓迎した。最終週のセントルイス・カージナルスとの試合も勝利し2勝14敗でシーズンを終えた。
1978年も負け越しに終わったが新人QBのダグ・ウィリアムスのリーダーシップとプレーは将来性を感じさせるものでシーズン途中で怪我のためチームを離れたがこのシーズン5勝11敗の成績をあげて未来に期待を抱かせるものとなった。

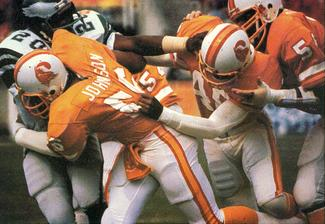
1979年にチームは初の地区優勝を果たす

1979年にはダグ・ウィリアムスの成長、リッキー・ベルが初めて1000ヤードラッシャーとなり、最優秀守備選手賞に選ばれたリー・ロイ・セルモンなどによるディフェンスはNFLトップの成績をあげた。チームは開幕から5連勝を果たし10勝6敗でシーズンを終えてNFC中地区優勝を果たしプレーオフに初出場を果たした。ディビジョナルプレーオフでフィラデルフィア・イーグルスを24-17で破る番狂わせをしNFCチャンピオンシップゲームではホームでロサンゼルス・ラムズを迎えうったが0-9と完封されて敗れた。
1980年は怪我人に悩まされ5勝10敗1分に終わった。1981年、チームは平凡な成績だったものの最終週にデトロイト・ライオンズと地区優勝を賭けた試合に勝ちプレーオフに出場したがプレーオフではダラス・カウボーイズに0-38で一蹴された。
1982年は開幕から3連敗したもののストライキで7週が中止となり、再開後の6試合を5勝1敗で終えて5勝4敗、この年拡張されたプレーオフに出場した。プレーオフではカウボーイズと対戦し、ハーフタイム終了時点ではリードしていたものの17-30で敗れた。その後カルバーハウスオーナーの下でチームが勝ち越すことはなかった。
1982年、QBダグ・ウィリアムスの年俸は12万ドルで先発QBとしては全チーム中最低、多くのチームの控えQBより安い契約であった。シーズン終了後ウィリアムスは60万ドルに年俸をあげるよう主張した。この価格はこれまでの彼の活躍や市場価値からすれば十分リーズナブルなものだったがカルバーハウスオーナーは40万ドルまでしかオファーを上げず、ウィリアムスはUSFLに去った。
1986年のNFLドラフトでバッカニアーズは全体1位でフットボール（ランニングバックとしてプレーし、ハイズマン賞やシュガーボウルMVPの受賞歴あり）と野球（外野手）の両方でドラフト上位指名は確実、更には陸上の短距離でもオリンピック代表候補であったことからその去就が注目されたオーバーン大学のボー・ジャクソンを指名した。当時の新人選手として最高額となる5年760万ドルを提示したがこれを拒否して同年のMLBドラフトで4巡目に指名されたカンザスシティ・ロイヤルズに入団した。ロイヤルズが提示した契約金はバッカニアーズの提示した金額を下回る3年107万ドルだった。野球を選んだ理由として母親の「選手生命の長い野球を選んでほしい」という意向と自身の「野球は初恋の相手、フットボールは趣味」という考え方があったと言われている。
尚、ジャクソンは翌年オークランド・レイダースに7巡目で指名され、野球を優先させることを条件に入団している。
1987年にドラフト全体1位でQBビニー・テスタバーディを指名した。
その後1991年にWRローレンス・ドーシーがルーキー・オブ・ザ・イヤーを獲得する活躍を見せたりもしたが1983年から1996年までの14シーズンプレーオフを逃し続けた。

### ダンジーの時代
1996年に前年までミネソタ・バイキングスのディフェンス・コーディネーターを務めていたトニー・ダンジーがヘッドコーチに就任すると1997年には1979年以来となる10勝をあげて久々にプレーオフに出場した。この年から13シーズン在籍するモンテ・キフィン守備コーディネーターが作ったタンパ2というディフェンスはリーグ屈指の守備となった。この年、ウォリック・ダンがオフェンス・ルーキー・オブ・ザ・イヤーに選ばれた。
1999年にはウォーレン・サップがディフェンス・プレイヤー・オブ・ザ・イヤーに選ばれる活躍を見せてチームは1979年、1981年以来となる3度目の地区優勝を決めた。そしてスーパーボウルまであと一歩のところまで進出した。
2001年、前サンディエゴ・チャージャーズのQBライアン・リーフと契約したが、シーズン開幕前に放出した。

### グルーデンの時代

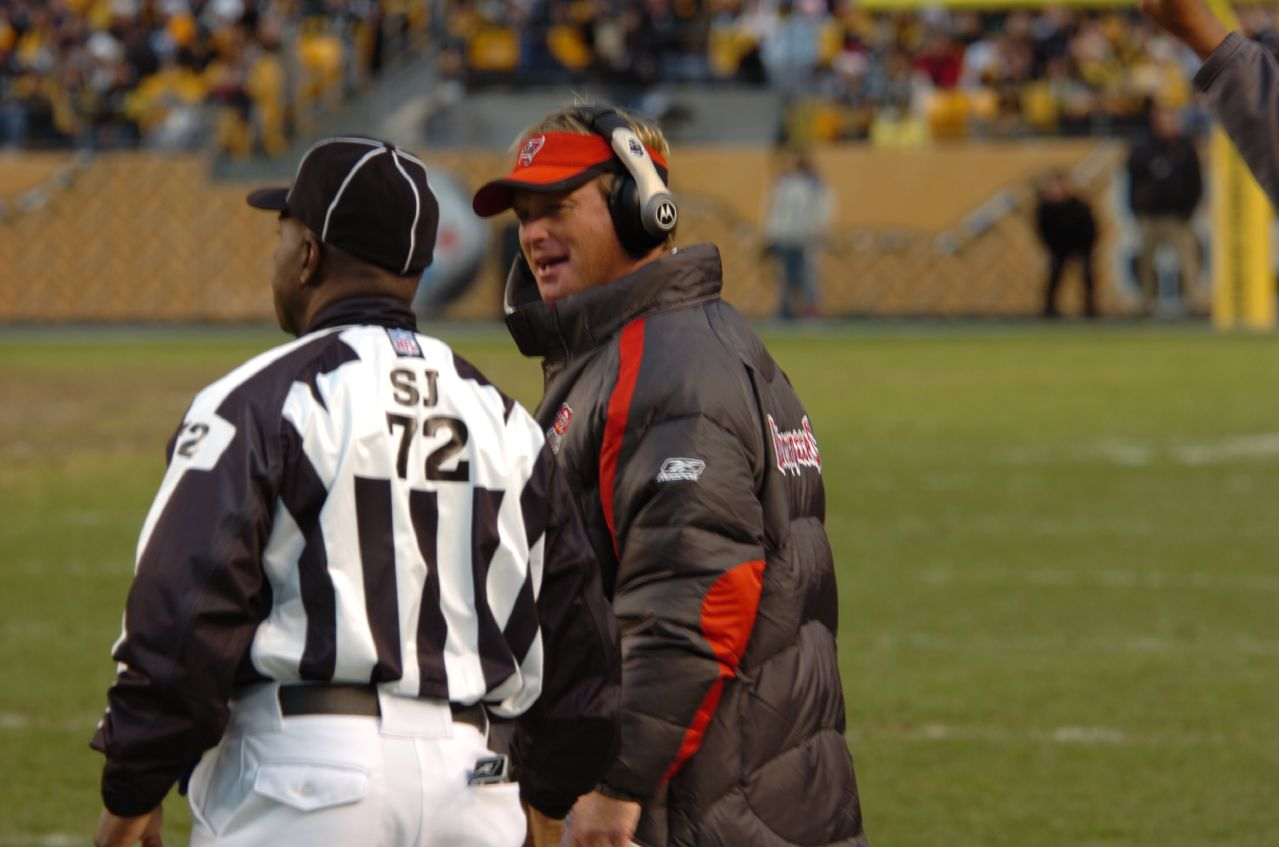
ジョン・グルーデンは2002年にヘッドコーチとしてチームを初のスーパーボウル制覇へ導いた

2002年からはジョン・グルーデンがヘッドコーチとなった。NFC南地区所属となり12勝4敗でチーム創設以来最高の成績で地区優勝、プレーオフでサンフランシスコ・フォーティナイナーズ、フィラデルフィア・イーグルスを破り第37回スーパーボウルに出場した。オークランド・レイダースとの対決は、グルーデンコーチを巡る因縁の対決で話題を呼んだ。試合は48-21でバッカニアーズが大勝しスーパーボウル初制覇を遂げた。デリック・ブルックスがディフェンス・プレイヤー・オブ・ザ・イヤーに選ばれている。

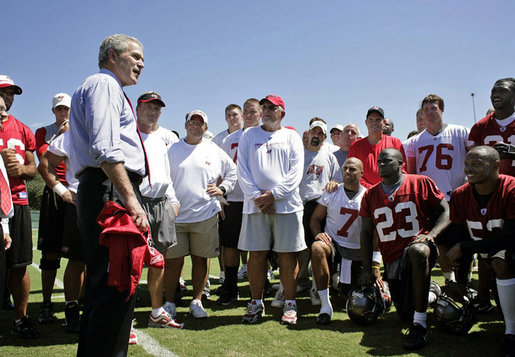
バッカニアーズの練習を訪れるジョージ・W・ブッシュ元大統領

翌2003年、2004年とプレーオフ出場を逃したが2005年には11勝5敗で地区優勝、ワイルドカードプレーオフでワシントン・レッドスキンズに10-17で敗れた。RBキャデラック・ウィリアムズが最優秀新人攻撃選手に選ばれた。
2006年は第6週のシンシナティ・ベンガルズ戦で14-13と初勝利をあげた。
2007年も地区優勝を果たしたがワイルドカードプレーオフで、ニューヨーク・ジャイアンツに14-24で敗れた。
2008年のドラフト5巡目でQBジョシュ・ジョンソンを指名した。この年の第4週、グリーンベイ・パッカーズ戦の4日前に生後3ヶ月の息子を亡くしたキッカーマット・ブライアントが3FGを決めて勝利に貢献した。シーズン終了後の2009年1月にグルーデンが解雇され、ディフェンスバックコーチだった32歳のラヒーム・モリスがヘッドコーチに就任した。

### プレーオフ不足
2009年、2月にデリック・ブルックス、ウォリック・ダン、ケイト・ジュンらを解雇、ドラフト1巡でQBジョシュ・フリーマンを獲得した。開幕前にジェフ・ジャコジンスキーオフェンスコーディネーターを解任、グレッグ・オルソンQBコーチが後任となった。開幕から3試合はバイロン・レフトウィッチが先発、次の試合からジョシュ・ジョンソンが先発したが7連敗、その後ジョシュ・フリーマンが先発QBとなった。1勝9敗となったところで守備のプレーコールを担当するのがジム・ベイツディフェンスコーディネーターからラヒーム・モリスヘッドコーチに代わった。
2010年、開幕前チームの低迷を予想する声が多かったが、開幕から10試合を7勝3敗、最終的に10勝6敗の成績をあげ、プレーオフまであと一歩と迫った。この年ジョシュ・ジョンソンが成長しインターセプトが非常に少ないものとなった。また新人RBルギャレット・ブラウンはこの年の新人でただ一人1000ヤードラッシャーとなった。2011年1月8日にはラヒーム・モリスヘッドコーチとの契約を2年間延長した。
厳しいスケジュールで戦うこととなった2011年には、第2週から3連勝するなど、開幕から6試合で4勝2敗の成績をあげて地区首位タイであったが、その後9連敗し地区最下位となった。11月7日には前年のドラフト全体3位で獲得したジェラルド・マッコイ、12月にはアキブ・タリブが相次いで故障者リスト入りした。10連敗で4勝12敗、シーズン終了後ラヒーム・モリスヘッドコーチは解任された。
モリスの後任には、ラトガーズ大学からグレッグ・シアーノを招へいした。1年目の2012年は7勝9敗の成績をあげたが、2013年は、開幕から不調のエースQBジョシュ・フリーマンを解雇、この年の3巡目に指名したマイク・グレノンを先発QBに昇格させた。チームは開幕から8連敗するなど、4勝12敗に終わり、シーズン終了とともにシアーノヘッドコーチと、20年間GMを務めたマーク・ドミニクが解雇された。
2014年、シカゴ・ベアーズのヘッドコーチだったラヴィ・スミスをヘッドコーチに招へいした。2月、新ユニフォームを発表したが、長らく使用されてきたオレンジのユニフォームが廃止された。5月28日、マルコム・グレイザーオーナーが84歳で亡くなった。開幕から前年ベアーズで好成績をあげたジョシュ・マカウンが先発QBを務めたが、第3週のアトランタ・ファルコンズ戦で右手親指を負傷し途中退場、マイク・グレノンが先発QBを務めた。第4週のピッツバーグ・スティーラーズ戦でグレノンがビンセント・ジャクソンへ決勝TDパスを成功しシーズン初勝利をあげたが、その後4連敗して1勝7敗となったところで、再びマカウンが先発QBに返り咲いた。チームはこの年NFLワーストの2勝14敗に終わり、2015年のドラフト全体1位指名権を獲得した。
2015年、ドラフト全体1位でジェイミス・ウィンストンが入団し、先発QBに定着する。シーズンは地区最下位に終わり、スミスHCは解任され、後任にダーク・コッターが就任した。2016年は地区2位、2017年、2018年は地区最下位に終わり、11年連続してプレーオフを逃した。なお、2017年シーズンはタンパベイ以外の南地区3チームがプレーオフに出場した。HCのコッターは解雇された。
2019年1月、元アリゾナ・カージナルスのブルース・エリアンスがHCに就任した。エリアンスの保有権を持っていたカージナルスは、バッカニアーズから6巡目のドラフト権を受け取る代わりに7巡目のドラフト権を渡すことで移籍が確定した。2019年シーズンは、QBウィンストンがNFL史上8人目、チームでは初となる5000ヤード超え（5,109ヤード）のパス記録を達成するもプレーオフを逃した。

### ブレイディ獲得

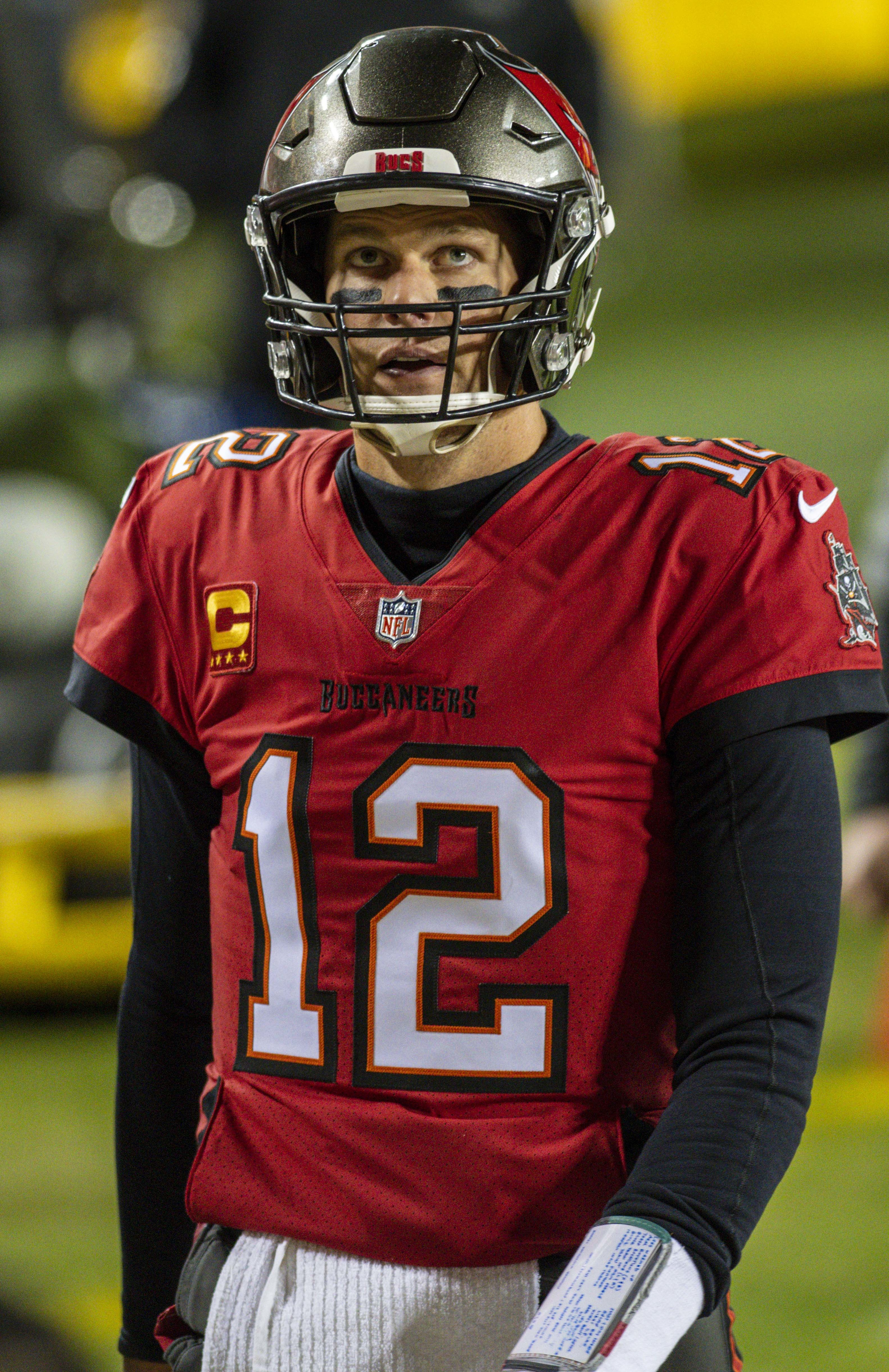
2020年に電撃加入したQBのトム・ブレイディ

2019年シーズン終了後、ニューイングランド・ペイトリオッツからQBのトム・ブレイディが移籍した。ブレイディとペイトリオッツでコンビを組んだ後に引退していたTEロブ・グロンコウスキーも1年ぶりに現役復帰して、トレード加入した。前年まで先発QBだったジェイミス・ウィンストンはニューオーリンズ・セインツに移籍した。また、ユニフォームも変更され、1997年から2003年まで使用したものに近いデザインとなった。
2020年シーズン開始後、10月27日にフリーエージェントだったWRのアントニオ・ブラウンと1年契約を結んだ。シーズンでは11勝5敗の地区2位となって、第5シードで13年ぶりにプレーオフに進出した。プレーオフ初戦では、7勝9敗でNFC東地区を優勝したワシントン・フットボールチームを破り、2戦目では4つのターンオーバーを得て、南地区優勝のニューオーリンズ・セインツを破り、3戦目のカンファレンス・チャンピオンシップではシード1位のグリーンベイ・パッカーズを破り、史上初めて本拠地で行われるスーパーボウルに進出するチームとなった。第55回スーパーボウルでは、前年の覇者カンザスシティ・チーフスを相手に31-9で勝利し、18年ぶりのチャンピオンとなった。MVPには、ペイトリオッツ時代を含め通算7度目のチャンピオンとなったブレイディが選ばれた。
2021年、地区優勝を果たし、ワイルドカードプレーオフではフィラデルフィア・イーグルスを破るも次戦ではロサンゼルス・ラムズに敗れてシーズンを終えた。シーズン終了後、ブレイディは引退を発表したが、わずか40日後の2022年3月13日に引退を撤回し、バッカニアーズで現役を続行すると発表した。2022年3月30日、HCのエリアンスは引退を発表し、後任にはチームのDCで元ニューヨーク・ジェッツHCでもあったトッド・ボウルズ が就任した。
2022年、地区の全4チームが負け越す中、8勝9敗で地区優勝を果たし第4シードでプレーオフ進出を果たした。初戦でカウボーイズに敗れた。シーズン終了後、ブレイディは引退を表明した。また、4シーズン在籍したOCバイロン・レフトウィッチは解雇された。

### ブレイディ後
2023年、ベイカー・メイフィールドと1年契約を結んだ。メイフィールドは全試合に先発し、最終週に9勝8敗と僅差の勝ち越しながらも、3年連続となる地区優勝を果たした。プレーオフでも初戦でフィラデルフィア・イーグルスを破った。二戦目のディビジョナル・プレーオフでデトロイト・ライオンズに屈した。
2024年、メイフィールドを擁して最終戦で地区優勝を果たし、第4シードでプレーオフに進出したが初戦でワシントン・コマンダーズに敗れた。

## 文化

### ロゴマーク
1976年の創設以来、バッカニアーズはロゴマークを4度変更している（ただし、1997年のフルモデルチェンジ以降の3回はマイナーチェンジ）。創設時から20年間採用されていたロゴは海賊をモチーフとしたデザインだったが、1997年以降はジョン・ラカムをモチーフとした髑髏の海賊旗となっている。チームカラーも、初期はオレンジを基調としていたが、1997年以降は赤とグレー（ピューター色）である。

### マスコット

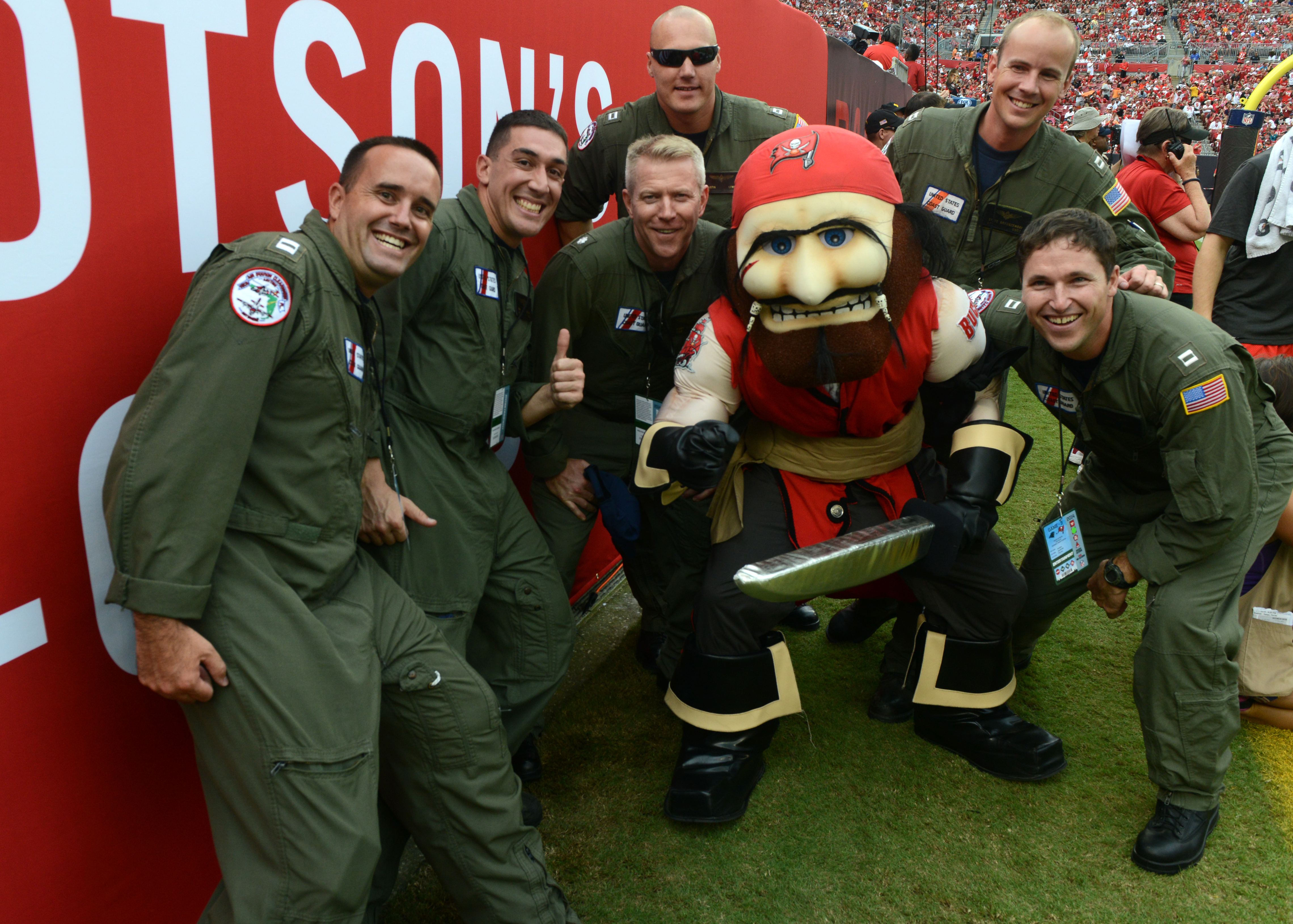
キャプテン・フィアとアメリカ沿岸警備隊（2014年）

チームのオフィシャルマスコットとして、2000年にカリブ海の海賊のキャプテン・フィア（Captain Fear）が誕生した。

### チアリーダー
チームのオフィシャルチアリーダーは、1976年のチーム創設と共に結成されたタンパベイ・バッカニアーズ・チアリーダーズ（Tampa Bay Buccaneers Cheerleaders）である。1998年までは、スウォッシュバクラーズ（SwashBucklers）と称されていた。日本人では、小島智子が2003年から2010年、濱中彩恵が2008年、宮田憲江が2011年から2014年に在籍した。

## 2025年シーズン
|      | AFC            | AFC        | AFC            | AFC            | NFC          | NFC            | NFC          | NFC          |
| 前年 | 西地区         | 南地区     | 北地区         | 東地区         | 西地区       | 南地区         | 北地区       | 東地区       |
| ---- | -------------- | ---------- | -------------- | -------------- | ------------ | -------------- | ------------ | ------------ |
| 1位  | チーフス       | テキサンズ | レイブンズ     | ビルズ         | ラムズ       | バッカニアーズ | ライオンズ   | イーグルス   |
| 2位  | チャージャーズ | コルツ     | スティーラーズ | ドルフィンズ   | シーホークス | ファルコンズ   | バイキングス | コマンダース |
| 3位  | ブロンコス     | ジャガーズ | ベンガルズ     | ジェッツ       | カージナルス | パンサーズ     | パッカーズ   | カウボーイズ |
| 4位  | レイダース     | タイタンズ | ブラウンズ     | ペイトリオッツ | 49ers        | セインツ       | ベアーズ     | ジャイアンツ |

 ：1度対戦　 ：2度対戦
| 年   | 成績               | NFC  | 地区 | 勝 | 敗 | 分 | 率   | Div | Con  | 平均得点 | 平均失点 |
| ---- | ------------------ | ---- | ---- | -- | -- | -- | ---- | --- | ---- | -------- | -------- |
| 2025 |                    |      |      | 0  | 0  | 0  | –    | -   | -    |          |          |
| 2024 | ワイルドカード敗退 | 3位  | 優勝 | 10 | 7  | 0  | .588 | 4-2 | 8-4  | 29.5     | 22.6     |
| 2023 | ディビジョナル敗退 | 4位  | 優勝 | 9  | 8  | 0  | .529 | 4–2 | 7–5  | 20.5     | 19.1     |
| 2022 | ワイルドカード敗退 | 4位  | 優勝 | 8  | 9  | 0  | .471 | 4-2 | 8-4  | 18.4     | 21.1     |
| 2021 | ディビジョナル敗退 | 2位  | 優勝 | 13 | 4  | 0  | .765 | 4-2 | 8-4  | 30.1     | 20.8     |
| 2020 | スーパーボウル制覇 | 5位  | 2位  | 11 | 5  | 0  | .688 | 4-2 | 8-4  | 30.8     | 22.2     |
| 2019 | レギュラー敗退     | 11位 | 3位  | 7  | 9  | 0  | .438 | 2-4 | 5-7  | 28.6     | 28.1     |
| 2018 | レギュラー敗退     | 14位 | 4位  | 5  | 11 | 0  | .313 | 4-4 | 1-7  | 24.8     | 29.0     |
| 2017 | レギュラー敗退     | 14位 | 4位  | 5  | 11 | 0  | .313 | 1-5 | 3-9  | 20.9     | 23.9     |
| 2016 | レギュラー敗退     | 7位  | 2位  | 9  | 7  | 0  | .563 | 4-2 | 7-5  | 22.1     | 23.1     |
| 2015 | レギュラー敗退     | 14位 | 4位  | 6  | 10 | 0  | .375 | 3-3 | 5-7  | 21.4     | 26.1     |
| 2014 | レギュラー敗退     | 16位 | 4位  | 2  | 14 | 0  | .125 | 0-6 | 1-11 | 17.3     | 25.6     |
| 2013 | レギュラー敗退     | 15位 | 4位  | 4  | 12 | 0  | .250 | 1-5 | 2-10 | 18.0     | 24.3     |
| 2012 | レギュラー敗退     | 13位 | 4位  | 7  | 9  | 0  | .438 | 3-3 | 4-8  | 24.3     | 24.6     |
| 2011 | レギュラー敗退     | 14位 | 4位  | 4  | 12 | 0  | .250 | 2-4 | 3-9  | 17.9     | 30.9     |
| 2010 | レギュラー敗退     | 8位  | 3位  | 10 | 6  | 0  | .625 | 3-3 | 8-4  | 21.4     | 19.9     |
| 2009 | レギュラー敗退     | 14位 | 4位  | 3  | 13 | 0  | .188 | 1-5 | 3-9  | 15.3     | 25.0     |
| 2008 | レギュラー敗退     | 7位  | 3位  | 9  | 7  | 0  | .563 | 3-3 | 8-4  | 22.6     | 20.2     |
| 2007 | ワイルドカード敗退 | 4位  | 優勝 | 9  | 7  | 0  | .563 | 5-1 | 8-4  | 20.9     | 16.9     |
| 2006 | レギュラー敗退     | 15位 | 4位  | 4  | 12 | 0  | .250 | 0-6 | 2-10 | 13.2     | 22.1     |
| 2005 | ワイルドカード敗退 | 3位  | 優勝 | 11 | 5  | 0  | .688 | 5-1 | 9-3  | 18.8     | 17.1     |

### 2024年シーズン成績
| (3)タンパベイ・バッカニアーズ | 10 | 7  | 0 | .588 | 4-2 | 8-4 | 502 | 385 | 29.5 | 22.6 | .502 | .465 |
| アトランタ・ファルコンズ      | 8  | 9  | 0 | .471 | 4-2 | 7-5 | 389 | 423 | 22.9 | 24.9 | .519 | .426 |
| カロライナ・パンサーズ        | 5  | 12 | 0 | .294 | 2-4 | 4-8 | 341 | 534 | 20.1 | 31.4 | .498 | .329 |
| ニューオーリンズ・セインツ    | 5  | 12 | 0 | .294 | 2-4 | 4-8 | 338 | 398 | 19.9 | 23.4 | .505 | .306 |

| NFC 2024       | NFC 2024                     | NFC 2024 | NFC 2024 | NFC 2024 | NFC 2024 | NFC 2024 | NFC 2024 | NFC 2024 | NFC 2024 | NFC 2024 |
| 順 位          | チーム                       | 地 区    | 勝       | 敗       | 分       | 勝率     | DIV      | CON      | SOS      | SOV      |
| 地区優勝       | 地区優勝                     | 地区優勝 | 地区優勝 | 地区優勝 | 地区優勝 | 地区優勝 | 地区優勝 | 地区優勝 | 地区優勝 | 地区優勝 |
| -------------- | ---------------------------- | -------- | -------- | -------- | -------- | -------- | -------- | -------- | -------- | -------- |
| 1              | デトロイト・ライオンズ       | 北       | 15       | 2        | 0        | .882     | 6-0      | 11-1     | .516     | .494     |
| 2              | フィラデルフィア・イーグルス | 東       | 14       | 3        | 0        | .824     | 5-1      | 9-3      | .453     | .424     |
| 3              | タンパベイ・バッカニアーズ   | 南       | 10       | 7        | 0        | .588     | 4-2      | 8-4      | .502     | .465     |
| 4              | ロサンゼルス・ラムズ         | 西       | 10       | 7        | 0        | .588     | 4-2      | 6-6      | .505     | .441     |
| ワイルドカード |                              |          |          |          |          |          |          |          |          |          |
| 5              | ミネソタ・バイキングス       | 北       | 14       | 3        | 0        | .824     | 4-2      | 9-3      | .474     | .408     |
| 6              | ワシントン・コマンダース     | 東       | 12       | 5        | 0        | .706     | 4-2      | 9-3      | .436     | .358     |
| 7              | グリーンベイ・パッカーズ     | 北       | 11       | 6        | 0        | .647     | 1-5      | 6-6      | .533     | .412     |
|                |                              |          |          |          |          |          |          |          |          |          |
| 8              | シアトル・シーホークス       | 西       | 10       | 7        | 0        | .588     | 4-2      | 6-6      | .498     | .424     |
| 9              | アトランタ・ファルコンズ     | 南       | 8        | 9        | 0        | .471     | 4-2      | 7-5      | .519     | .426     |
| 10             | アリゾナ・カージナルス       | 西       | 8        | 9        | 0        | .471     | 3-3      | 4-8      | .536     | .404     |
| 11             | ダラス・カウボーイズ         | 東       | 7        | 10       | 0        | .412     | 3-3      | 5-7      | .522     | .387     |
| 12             | サンフランシスコ・49ers      | 西       | 6        | 11       | 0        | .353     | 1-5      | 4-8      | .564     | .402     |
| 13             | シカゴ・ベアーズ             | 北       | 5        | 12       | 0        | .294     | 1-5      | 3-9      | .554     | .388     |
| 14             | カロライナ・パンサーズ       | 南       | 5        | 12       | 0        | .294     | 2-4      | 4-8      | .498     | .329     |
| 15             | ニューオーリンズ・セインツ   | 南       | 5        | 12       | 0        | .294     | 2-4      | 4-8      | .505     | .306     |
| 16             | ニューヨーク・ジャイアンツ   | 東       | 3        | 14       | 0        | .176     | 0-6      | 1-11     | .554     | .412     |
| タイブレーク   |                              |          |          |          |          |          |          |          |          |          |
| 1. 2. 3. 4. 5. |                              |          |          |          |          |          |          |          |          |          |

|  |                                                      |                                                      |                                                      |                                                |                                  |                                  |                                  |                                |          |    |                                  |                                  |                                  |  |  |                                   |                                   |                                   |
|  | ワイルドカード・プレーオフ                           | ワイルドカード・プレーオフ                           | ワイルドカード・プレーオフ                           |                                                |                                  | ディビジョナル・プレーオフ       | ディビジョナル・プレーオフ       | ディビジョナル・プレーオフ     |          |    |                                  |                                  |                                  |  |  |                                   |                                   |                                   |
|  | 2025年1月11日 M&Tバンク・スタジアム                  | 2025年1月11日 M&Tバンク・スタジアム                  | 2025年1月11日 M&Tバンク・スタジアム                  |                                                |                                  | 1月19日 ハイマーク・スタジアム   | 1月19日 ハイマーク・スタジアム   | 1月19日 ハイマーク・スタジアム |          |    | 1月26日 アローヘッド・スタジアム | 1月26日 アローヘッド・スタジアム | 1月26日 アローヘッド・スタジアム |  |  | 2月9日 シーザーズ・スーパードーム | 2月9日 シーザーズ・スーパードーム | 2月9日 シーザーズ・スーパードーム |
|  | 6                                                    | スティーラーズ                                       | 14                                                   |                                                |                                  | 1月19日 ハイマーク・スタジアム   | 1月19日 ハイマーク・スタジアム   | 1月19日 ハイマーク・スタジアム |          |    | 1月26日 アローヘッド・スタジアム | 1月26日 アローヘッド・スタジアム | 1月26日 アローヘッド・スタジアム |  |  | 2月9日 シーザーズ・スーパードーム | 2月9日 シーザーズ・スーパードーム | 2月9日 シーザーズ・スーパードーム |
|  | 6                                                    | スティーラーズ                                       | 14                                                   |                                                |                                  | 1月19日 ハイマーク・スタジアム   | 1月19日 ハイマーク・スタジアム   | 1月19日 ハイマーク・スタジアム |          |    | 1月26日 アローヘッド・スタジアム | 1月26日 アローヘッド・スタジアム | 1月26日 アローヘッド・スタジアム |  |  | 2月9日 シーザーズ・スーパードーム | 2月9日 シーザーズ・スーパードーム | 2月9日 シーザーズ・スーパードーム |
|  | 3                                                    | レイブンズ                                           | 28                                                   |                                                |                                  | 1月19日 ハイマーク・スタジアム   | 1月19日 ハイマーク・スタジアム   | 1月19日 ハイマーク・スタジアム |          |    | 1月26日 アローヘッド・スタジアム | 1月26日 アローヘッド・スタジアム | 1月26日 アローヘッド・スタジアム |  |  | 2月9日 シーザーズ・スーパードーム | 2月9日 シーザーズ・スーパードーム | 2月9日 シーザーズ・スーパードーム |
|  | 3                                                    | レイブンズ                                           | 28                                                   |                                                |                                  | 1月19日 ハイマーク・スタジアム   | 1月19日 ハイマーク・スタジアム   | 1月19日 ハイマーク・スタジアム |          |    | 1月26日 アローヘッド・スタジアム | 1月26日 アローヘッド・スタジアム | 1月26日 アローヘッド・スタジアム |  |  | 2月9日 シーザーズ・スーパードーム | 2月9日 シーザーズ・スーパードーム | 2月9日 シーザーズ・スーパードーム |
|  | 2025年1月12日 ハイマーク・スタジアム                 | 2025年1月12日 ハイマーク・スタジアム                 | 2025年1月12日 ハイマーク・スタジアム                 | 3                                              | レイブンズ                       | 25                               |                                  |                                |          |    | 1月26日 アローヘッド・スタジアム | 1月26日 アローヘッド・スタジアム | 1月26日 アローヘッド・スタジアム |  |  | 2月9日 シーザーズ・スーパードーム | 2月9日 シーザーズ・スーパードーム | 2月9日 シーザーズ・スーパードーム |
|  | 2025年1月12日 ハイマーク・スタジアム                 | 2025年1月12日 ハイマーク・スタジアム                 | 2025年1月12日 ハイマーク・スタジアム                 | 3                                              | レイブンズ                       | 25                               |                                  |                                |          |    | 1月26日 アローヘッド・スタジアム | 1月26日 アローヘッド・スタジアム | 1月26日 アローヘッド・スタジアム |  |  | 2月9日 シーザーズ・スーパードーム | 2月9日 シーザーズ・スーパードーム | 2月9日 シーザーズ・スーパードーム |
|  | 2025年1月12日 ハイマーク・スタジアム                 | 2025年1月12日 ハイマーク・スタジアム                 | 2025年1月12日 ハイマーク・スタジアム                 |                                                | 2                                | ビルズ                           | 27                               |                                |          |    | 1月26日 アローヘッド・スタジアム | 1月26日 アローヘッド・スタジアム | 1月26日 アローヘッド・スタジアム |  |  | 2月9日 シーザーズ・スーパードーム | 2月9日 シーザーズ・スーパードーム | 2月9日 シーザーズ・スーパードーム |
|  | 2025年1月12日 ハイマーク・スタジアム                 | 2025年1月12日 ハイマーク・スタジアム                 | 2025年1月12日 ハイマーク・スタジアム                 |                                                | 2                                | ビルズ                           | 27                               |                                |          |    | 1月26日 アローヘッド・スタジアム | 1月26日 アローヘッド・スタジアム | 1月26日 アローヘッド・スタジアム |  |  | 2月9日 シーザーズ・スーパードーム | 2月9日 シーザーズ・スーパードーム | 2月9日 シーザーズ・スーパードーム |
|  | 7                                                    | ブロンコス                                           | 7                                                    | AFC                                            | AFC                              | AFC                              |                                  |                                |          |    | 1月26日 アローヘッド・スタジアム | 1月26日 アローヘッド・スタジアム | 1月26日 アローヘッド・スタジアム |  |  | 2月9日 シーザーズ・スーパードーム | 2月9日 シーザーズ・スーパードーム | 2月9日 シーザーズ・スーパードーム |
|  | 7                                                    | ブロンコス                                           | 7                                                    | AFC                                            | AFC                              | AFC                              |                                  |                                |          |    | 1月26日 アローヘッド・スタジアム | 1月26日 アローヘッド・スタジアム | 1月26日 アローヘッド・スタジアム |  |  | 2月9日 シーザーズ・スーパードーム | 2月9日 シーザーズ・スーパードーム | 2月9日 シーザーズ・スーパードーム |
|  | 2                                                    | ビルズ                                               | 31                                                   |                                                | 1月18日 アローヘッド・スタジアム | 1月18日 アローヘッド・スタジアム | 1月18日 アローヘッド・スタジアム |                                |          |    | 1月26日 アローヘッド・スタジアム | 1月26日 アローヘッド・スタジアム | 1月26日 アローヘッド・スタジアム |  |  | 2月9日 シーザーズ・スーパードーム | 2月9日 シーザーズ・スーパードーム | 2月9日 シーザーズ・スーパードーム |
|  | 2                                                    | ビルズ                                               | 31                                                   |                                                | 1月18日 アローヘッド・スタジアム | 1月18日 アローヘッド・スタジアム | 1月18日 アローヘッド・スタジアム |                                |          |    | 1月26日 アローヘッド・スタジアム | 1月26日 アローヘッド・スタジアム | 1月26日 アローヘッド・スタジアム |  |  | 2月9日 シーザーズ・スーパードーム | 2月9日 シーザーズ・スーパードーム | 2月9日 シーザーズ・スーパードーム |
|  | 2025年1月11日 NRGスタジアム                          | 2025年1月11日 NRGスタジアム                          | 2025年1月11日 NRGスタジアム                          | 2                                              | 1月18日 アローヘッド・スタジアム | 1月18日 アローヘッド・スタジアム | 1月18日 アローヘッド・スタジアム | ビルズ                         | 29       |    |                                  |                                  |                                  |  |  | 2月9日 シーザーズ・スーパードーム | 2月9日 シーザーズ・スーパードーム | 2月9日 シーザーズ・スーパードーム |
|  | 2025年1月11日 NRGスタジアム                          | 2025年1月11日 NRGスタジアム                          | 2025年1月11日 NRGスタジアム                          | 2                                              | 1月18日 アローヘッド・スタジアム | 1月18日 アローヘッド・スタジアム | 1月18日 アローヘッド・スタジアム | ビルズ                         | 29       |    |                                  |                                  |                                  |  |  | 2月9日 シーザーズ・スーパードーム | 2月9日 シーザーズ・スーパードーム | 2月9日 シーザーズ・スーパードーム |
|  | 2025年1月11日 NRGスタジアム                          | 2025年1月11日 NRGスタジアム                          | 2025年1月11日 NRGスタジアム                          |                                                | 1月18日 アローヘッド・スタジアム | 1月18日 アローヘッド・スタジアム | 1月18日 アローヘッド・スタジアム | 1                              | チーフス | 32 |                                  |                                  |                                  |  |  | 2月9日 シーザーズ・スーパードーム | 2月9日 シーザーズ・スーパードーム | 2月9日 シーザーズ・スーパードーム |
|  | 2025年1月11日 NRGスタジアム                          | 2025年1月11日 NRGスタジアム                          | 2025年1月11日 NRGスタジアム                          |                                                | 1月18日 アローヘッド・スタジアム | 1月18日 アローヘッド・スタジアム | 1月18日 アローヘッド・スタジアム | 1                              | チーフス | 32 |                                  |                                  |                                  |  |  | 2月9日 シーザーズ・スーパードーム | 2月9日 シーザーズ・スーパードーム | 2月9日 シーザーズ・スーパードーム |
|  | 2025年1月11日 NRGスタジアム                          | 2025年1月11日 NRGスタジアム                          | 2025年1月11日 NRGスタジアム                          | AFCチャンピオンシップ                          | 1月18日 アローヘッド・スタジアム | 1月18日 アローヘッド・スタジアム | 1月18日 アローヘッド・スタジアム |                                |          |    |                                  |                                  |                                  |  |  | 2月9日 シーザーズ・スーパードーム | 2月9日 シーザーズ・スーパードーム | 2月9日 シーザーズ・スーパードーム |
|  | 2025年1月11日 NRGスタジアム                          | 2025年1月11日 NRGスタジアム                          | 2025年1月11日 NRGスタジアム                          |                                                | 1月18日 アローヘッド・スタジアム | 1月18日 アローヘッド・スタジアム | 1月18日 アローヘッド・スタジアム |                                |          |    |                                  |                                  |                                  |  |  | 2月9日 シーザーズ・スーパードーム | 2月9日 シーザーズ・スーパードーム | 2月9日 シーザーズ・スーパードーム |
|  | 2025年1月11日 NRGスタジアム                          | 2025年1月11日 NRGスタジアム                          | 2025年1月11日 NRGスタジアム                          | 1月26日 リンカーン・フィナンシャル・フィールド | 1月18日 アローヘッド・スタジアム | 1月18日 アローヘッド・スタジアム | 1月18日 アローヘッド・スタジアム |                                |          |    |                                  |                                  |                                  |  |  | 2月9日 シーザーズ・スーパードーム | 2月9日 シーザーズ・スーパードーム | 2月9日 シーザーズ・スーパードーム |
|  | 5                                                    | チャージャーズ                                       | 12                                                   |                                                | 1月18日 アローヘッド・スタジアム | 1月18日 アローヘッド・スタジアム | 1月18日 アローヘッド・スタジアム |                                |          |    |                                  |                                  |                                  |  |  | 2月9日 シーザーズ・スーパードーム | 2月9日 シーザーズ・スーパードーム | 2月9日 シーザーズ・スーパードーム |
|  | 5                                                    | チャージャーズ                                       | 12                                                   | 4                                              | テキサンズ                       | 14                               |                                  |                                |          |    |                                  |                                  |                                  |  |  | 2月9日 シーザーズ・スーパードーム | 2月9日 シーザーズ・スーパードーム | 2月9日 シーザーズ・スーパードーム |
|  | 4                                                    | テキサンズ                                           | 32                                                   | 4                                              | テキサンズ                       | 14                               |                                  |                                |          |    |                                  |                                  |                                  |  |  | 2月9日 シーザーズ・スーパードーム | 2月9日 シーザーズ・スーパードーム | 2月9日 シーザーズ・スーパードーム |
|  | 4                                                    | テキサンズ                                           | 32                                                   | 1                                              | チーフス                         | 23                               |                                  |                                |          |    |                                  |                                  |                                  |  |  | 2月9日 シーザーズ・スーパードーム | 2月9日 シーザーズ・スーパードーム | 2月9日 シーザーズ・スーパードーム |
|  | 2025年1月12日 レイモンド・ジェームス・スタジアム     |                                                      |                                                      | 1                                              | チーフス                         | 23                               |                                  |                                |          |    |                                  |                                  |                                  |  |  | 2月9日 シーザーズ・スーパードーム | 2月9日 シーザーズ・スーパードーム | 2月9日 シーザーズ・スーパードーム |
|  | 1月18日 フォード・フィールド                         |                                                      |                                                      |                                                |                                  |                                  |                                  |                                |          |    |                                  |                                  |                                  |  |  | 2月9日 シーザーズ・スーパードーム | 2月9日 シーザーズ・スーパードーム | 2月9日 シーザーズ・スーパードーム |
|  |                                                      |                                                      |                                                      |                                                |                                  |                                  |                                  |                                |          |    |                                  |                                  |                                  |  |  | 2月9日 シーザーズ・スーパードーム | 2月9日 シーザーズ・スーパードーム | 2月9日 シーザーズ・スーパードーム |
|  |                                                      |                                                      |                                                      |                                                |                                  |                                  |                                  |                                |          |    |                                  |                                  |                                  |  |  | 2月9日 シーザーズ・スーパードーム | 2月9日 シーザーズ・スーパードーム | 2月9日 シーザーズ・スーパードーム |
|  |                                                      |                                                      |                                                      |                                                |                                  |                                  |                                  |                                |          |    |                                  |                                  |                                  |  |  | 2月9日 シーザーズ・スーパードーム | 2月9日 シーザーズ・スーパードーム | 2月9日 シーザーズ・スーパードーム |
|  | A1                                                   | チーフス                                             | 22                                                   |                                                |                                  |                                  |                                  |                                |          |    |                                  |                                  |                                  |  |  |                                   |                                   |                                   |
|  | A1                                                   | チーフス                                             | 22                                                   |                                                |                                  |                                  |                                  |                                |          |    |                                  |                                  |                                  |  |  |                                   |                                   |                                   |
|  |                                                      | N2                                                   | イーグルス                                           | 40                                             |                                  |                                  |                                  |                                |          |    |                                  |                                  |                                  |  |  |                                   |                                   |                                   |
|  |                                                      | N2                                                   | イーグルス                                           | 40                                             |                                  |                                  |                                  |                                |          |    |                                  |                                  |                                  |  |  |                                   |                                   |                                   |
|  | 第59回スーパーボウル                                 |                                                      |                                                      |                                                |                                  |                                  |                                  |                                |          |    |                                  |                                  |                                  |  |  |                                   |                                   |                                   |
|  |                                                      |                                                      |                                                      |                                                |                                  |                                  |                                  |                                |          |    |                                  |                                  |                                  |  |  |                                   |                                   |                                   |
|  |                                                      |                                                      |                                                      |                                                |                                  |                                  |                                  |                                |          |    |                                  |                                  |                                  |  |  |                                   |                                   |                                   |
|  | 6                                                    | コマンダース                                         | 23                                                   |                                                |                                  |                                  |                                  |                                |          |    |                                  |                                  |                                  |  |  |                                   |                                   |                                   |
|  | 6                                                    | コマンダース                                         | 23                                                   | 6                                              | コマンダース                     | 45                               |                                  |                                |          |    |                                  |                                  |                                  |  |  |                                   |                                   |                                   |
|  | 3                                                    | バッカニアーズ                                       | 20                                                   | 6                                              | コマンダース                     | 45                               |                                  |                                |          |    |                                  |                                  |                                  |  |  |                                   |                                   |                                   |
|  | 3                                                    | バッカニアーズ                                       | 20                                                   | 1                                              | ライオンズ                       | 31                               |                                  |                                |          |    |                                  |                                  |                                  |  |  |                                   |                                   |                                   |
|  | 2025年1月13日 ステートファーム・スタジアム           |                                                      |                                                      | 1                                              | ライオンズ                       | 31                               |                                  |                                |          |    |                                  |                                  |                                  |  |  |                                   |                                   |                                   |
|  | NFC                                                  |                                                      |                                                      |                                                |                                  |                                  |                                  |                                |          |    |                                  |                                  |                                  |  |  |                                   |                                   |                                   |
|  |                                                      |                                                      |                                                      |                                                |                                  |                                  |                                  |                                |          |    |                                  |                                  |                                  |  |  |                                   |                                   |                                   |
|  | 1月19日 リンカーン・フィナンシャル・フィールド       |                                                      |                                                      |                                                |                                  |                                  |                                  |                                |          |    |                                  |                                  |                                  |  |  |                                   |                                   |                                   |
|  |                                                      |                                                      |                                                      |                                                |                                  |                                  |                                  |                                |          |    |                                  |                                  |                                  |  |  |                                   |                                   |                                   |
|  | 6                                                    | コマンダース                                         | 23                                                   |                                                |                                  |                                  |                                  |                                |          |    |                                  |                                  |                                  |  |  |                                   |                                   |                                   |
|  | 6                                                    | コマンダース                                         | 23                                                   |                                                |                                  |                                  |                                  |                                |          |    |                                  |                                  |                                  |  |  |                                   |                                   |                                   |
|  |                                                      | 2                                                    | イーグルス                                           | 55                                             |                                  |                                  |                                  |                                |          |    |                                  |                                  |                                  |  |  |                                   |                                   |                                   |
|  |                                                      | 2                                                    | イーグルス                                           | 55                                             |                                  |                                  |                                  |                                |          |    |                                  |                                  |                                  |  |  |                                   |                                   |                                   |
|  | 5                                                    | バイキングス                                         | 9                                                    | NFCチャンピオンシップ                          | NFCチャンピオンシップ            | NFCチャンピオンシップ            |                                  |                                |          |    |                                  |                                  |                                  |  |  |                                   |                                   |                                   |
|  | 5                                                    | バイキングス                                         | 9                                                    | NFCチャンピオンシップ                          | NFCチャンピオンシップ            | NFCチャンピオンシップ            |                                  |                                |          |    |                                  |                                  |                                  |  |  |                                   |                                   |                                   |
|  | 4                                                    | ラムズ                                               | 27                                                   |                                                |                                  |                                  |                                  |                                |          |    |                                  |                                  |                                  |  |  |                                   |                                   |                                   |
|  | 4                                                    | ラムズ                                               | 27                                                   |                                                |                                  |                                  |                                  |                                |          |    |                                  |                                  |                                  |  |  |                                   |                                   |                                   |
|  | 2025年1月12日 リンカーン・フィナンシャル・フィールド | 2025年1月12日 リンカーン・フィナンシャル・フィールド | 2025年1月12日 リンカーン・フィナンシャル・フィールド | 4                                              | ラムズ                           | 22                               |                                  |                                |          |    |                                  |                                  |                                  |  |  |                                   |                                   |                                   |
|  | 2025年1月12日 リンカーン・フィナンシャル・フィールド | 2025年1月12日 リンカーン・フィナンシャル・フィールド | 2025年1月12日 リンカーン・フィナンシャル・フィールド | 4                                              | ラムズ                           | 22                               |                                  |                                |          |    |                                  |                                  |                                  |  |  |                                   |                                   |                                   |
|  | 2025年1月12日 リンカーン・フィナンシャル・フィールド | 2025年1月12日 リンカーン・フィナンシャル・フィールド | 2025年1月12日 リンカーン・フィナンシャル・フィールド |                                                | 2                                | イーグルス                       | 28                               |                                |          |    |                                  |                                  |                                  |  |  |                                   |                                   |                                   |
|  | 2025年1月12日 リンカーン・フィナンシャル・フィールド | 2025年1月12日 リンカーン・フィナンシャル・フィールド | 2025年1月12日 リンカーン・フィナンシャル・フィールド |                                                | 2                                | イーグルス                       | 28                               |                                |          |    |                                  |                                  |                                  |  |  |                                   |                                   |                                   |
|  | 7                                                    | パッカーズ                                           | 10                                                   |                                                |                                  |                                  |                                  |                                |          |    |                                  |                                  |                                  |  |  |                                   |                                   |                                   |
|  | 7                                                    | パッカーズ                                           | 10                                                   |                                                |                                  |                                  |                                  |                                |          |    |                                  |                                  |                                  |  |  |                                   |                                   |                                   |
|  | 2                                                    | イーグルス                                           | 22                                                   |                                                |                                  |                                  |                                  |                                |          |    |                                  |                                  |                                  |  |  |                                   |                                   |                                   |
|  | 2                                                    | イーグルス                                           | 22                                                   |                                                |                                  |                                  |                                  |                                |          |    |                                  |                                  |                                  |  |  |                                   |                                   |                                   |

## 成績

### NFC南地区（2002年-現在）
- NO:ニューオーリンズ・セインツ、ATL:アトランタ・ファルコンズ、CAR:カロライナ・パンサーズ、TB:タンパベイ・バッカニアーズ
- 数字：シード順
- v：スーパーボウル優勝
- s：スーパーボウル敗退
- c：カンファレンス決勝敗退
- d：ディビジョナルプレーオフ敗退
- w：ワイルドカードプレーオフ敗退
- 年表示の背景色が変わっている年はチームがスーパーボウルを制覇した年

| 年   | 地区優勝 | 地区優勝 | 地区優勝 | 地区優勝 | 2位     | 2位 | 2位 | 2位 | 3位     | 3位 | 3位 | 3位 | 4位    | 4位 | 4位 | 4位 |
| 年   | チーム   | 勝       | 負       | 分       | チーム  | 勝  | 負  | 分  | チーム  | 勝  | 負  | 分  | チーム | 勝  | 負  | 分  |
| ---- | -------- | -------- | -------- | -------- | ------- | --- | --- | --- | ------- | --- | --- | --- | ------ | --- | --- | --- |
| 2024 | TB (3w)  | 10       | 7        | 0        | ATL     | 8   | 9   | 0   | CAR     | 5   | 12  | 0   | NO     | 5   | 12  | 0   |
| 2023 | TB (4d)  | 9        | 8        | 0        | NO      | 9   | 8   | 0   | ATL     | 7   | 10  | 0   | CAR    | 2   | 15  | 0   |
| 2022 | TB (4w)  | 8        | 9        | 0        | NO      | 7   | 10  | 0   | ATL     | 7   | 10  | 0   | CAR    | 7   | 10  | 0   |
| 2021 | TB (2d)  | 13       | 4        | 0        | NO      | 9   | 8   | 0   | ATL     | 7   | 10  | 0   | CAR    | 5   | 12  | 0   |
| 2020 | NO (2d)  | 12       | 4        | 0        | TB (5v) | 11  | 5   | 0   | CAR     | 5   | 11  | 0   | ATL    | 4   | 12  | 0   |
| 2019 | NO (3w)  | 13       | 3        | 0        | ATL     | 7   | 9   | 0   | TB      | 7   | 9   | 0   | CAR    | 5   | 11  | 0   |
| 2018 | NO (1c)  | 13       | 3        | 0        | ATL     | 7   | 9   | 0   | CAR     | 7   | 9   | 0   | TB     | 5   | 11  | 0   |
| 2017 | NO (4d)  | 11       | 5        | 0        | CAR(5w) | 11  | 5   | 0   | ATL(6d) | 10  | 6   | 0   | TB     | 5   | 11  | 0   |
| 2016 | ATL(2s)  | 11       | 5        | 0        | TB      | 9   | 7   | 0   | NO      | 7   | 9   | 0   | CAR    | 6   | 10  | 0   |
| 2015 | CAR(1s)  | 15       | 1        | 0        | ATL     | 8   | 8   | 0   | NO      | 7   | 9   | 0   | TB     | 6   | 10  | 0   |
| 2014 | CAR(4d)  | 7        | 8        | 1        | NO      | 7   | 9   | 0   | ATL     | 6   | 11  | 0   | TB     | 2   | 14  | 0   |
| 2013 | CAR(2d)  | 12       | 4        | 0        | NO (6d) | 11  | 5   | 0   | ATL     | 4   | 12  | 0   | TB     | 4   | 12  | 0   |
| 2012 | ATL(1c)  | 13       | 3        | 0        | CAR     | 7   | 9   | 0   | NO      | 7   | 9   | 0   | TB     | 7   | 9   | 0   |
| 2011 | NO (3d)  | 13       | 3        | 0        | ATL(5w) | 10  | 6   | 0   | CAR     | 6   | 10  | 0   | TB     | 4   | 12  | 0   |
| 2010 | ATL(1d)  | 13       | 3        | 0        | NO (5w) | 11  | 5   | 0   | TB      | 10  | 6   | 0   | CAR    | 2   | 14  | 0   |
| 2009 | NO (1v)  | 13       | 3        | 0        | ATL     | 9   | 7   | 0   | CAR     | 8   | 8   | 0   | TB     | 3   | 13  | 0   |
| 2008 | CAR(2d)  | 12       | 4        | 0        | ATL(5w) | 11  | 5   | 0   | TB      | 9   | 7   | 0   | NO     | 8   | 8   | 0   |
| 2007 | TB (4w)  | 9        | 7        | 0        | CAR     | 7   | 9   | 0   | NO      | 7   | 9   | 0   | ATL    | 4   | 12  | 0   |
| 2006 | NO (2c)  | 10       | 6        | 0        | CAR     | 8   | 8   | 0   | ATL     | 7   | 9   | 0   | TB     | 4   | 12  | 0   |
| 2005 | TB (3w)  | 11       | 5        | 0        | CAR(5c) | 11  | 5   | 0   | ATL     | 8   | 8   | 0   | NO     | 3   | 13  | 0   |
| 2004 | ATL(2c)  | 11       | 5        | 0        | NO      | 8   | 8   | 0   | CAR     | 7   | 9   | 0   | TB     | 5   | 11  | 0   |
| 2003 | CAR(3s)  | 11       | 5        | 0        | NO      | 8   | 8   | 0   | TB      | 7   | 9   | 0   | ATL    | 5   | 11  | 0   |
| 2002 | TB (2v)  | 12       | 4        | 0        | ATL(6d) | 9   | 6   | 1   | NO      | 9   | 7   | 0   | CAR    | 7   | 9   | 0   |

### NFC中地区（1977年-2001年）
- GB：グリーンベイ・パッカーズ、MIN：ミネソタ・バイキングス、CHI：シカゴ・ベアーズ、DET：デトロイト・ライオンズ、TB：タンパベイ・バッカニアーズ
- 1982年シーズンはストライキの影響により、地区別成績ではなくカンファレンス上位8チームがプレイオフ進出するルールであったが、ここでは地区別に変換して表記する。
- 括弧内の数字はプレイオフ出場時のシード順（シード制導入前は表記なし）、文字はv：スーパーボウル優勝、s：スーパーボウル敗退・カンファレンス優勝、c：カンファレンス決勝敗退、d：ディビジョナルプレーオフ敗退、w：ワイルドカードプレイオフ敗退。1982年についてはd：2回戦敗退、w：1回戦敗退。

| 年   | 地区優勝 | 地区優勝 | 地区優勝 | 地区優勝 | 2位     | 2位 | 2位 | 2位 | 3位     | 3位 | 3位 | 3位 | 4位     | 4位 | 4位 | 4位 | 5位    | 5位 | 5位 | 5位 |
| 年   | チーム   | 勝       | 負       | 分       | チーム  | 勝  | 負  | 分  | チーム  | 勝  | 負  | 分  | チーム  | 勝  | 負  | 分  | チーム | 勝  | 負  | 分  |
| ---- | -------- | -------- | -------- | -------- | ------- | --- | --- | --- | ------- | --- | --- | --- | ------- | --- | --- | --- | ------ | --- | --- | --- |
| 2001 | CHI(2d)  | 13       | 3        | 0        | GB(4d)  | 12  | 4   | 0   | TB(6w)  | 9   | 7   | 0   | MIN     | 5   | 11  | 0   | DET    | 2   | 14  | 0   |
| 2000 | MIN(2c)  | 11       | 5        | 0        | TB(5w)  | 10  | 6   | 0   | GB      | 9   | 7   | 0   | DET     | 9   | 7   | 0   | CHI    | 5   | 11  | 0   |
| 1999 | TB(2c)   | 11       | 5        | 0        | MIN(4d) | 10  | 6   | 0   | DET(6)  | 8   | 8   | 0   | GB      | 8   | 8   | 0   | CHI    | 6   | 10  | 0   |
| 1998 | MIN(1c)  | 15       | 1        | 0        | GB(5w)  | 11  | 5   | 0   | TB      | 8   | 8   | 0   | DET     | 5   | 11  | 0   | CHI    | 4   | 12  | 0   |
| 1997 | GB(2s)   | 13       | 3        | 0        | TB(4d)  | 10  | 6   | 0   | DET(5w) | 9   | 7   | 0   | MIN(6d) | 9   | 7   | 0   | CHI    | 4   | 12  | 0   |
| 1996 | GB(1v)   | 13       | 3        | 0        | MIN(6w) | 9   | 7   | 0   | CHI     | 7   | 9   | 0   | TB      | 6   | 10  | 0   | DET    | 5   | 11  | 0   |
| 1995 | GB(3c)   | 11       | 5        | 0        | DET(5w) | 10  | 6   | 0   | CHI     | 9   | 7   | 0   | MIN     | 8   | 8   | 0   | TB     | 7   | 9   | 0   |
| 1994 | MIN(3w)  | 10       | 6        | 0        | GB(4d)  | 9   | 7   | 0   | DET(5w) | 9   | 7   | 0   | CHI(6d) | 9   | 7   | 0   | TB     | 6   | 10  | 0   |
| 1993 | DET(3w)  | 10       | 6        | 0        | MIN(5w) | 9   | 7   | 0   | GB(6d)  | 9   | 7   | 0   | CHI     | 7   | 9   | 0   | TB     | 5   | 11  | 0   |
| 1992 | MIN(3w)  | 11       | 5        | 0        | GB      | 9   | 7   | 0   | TB      | 5   | 11  | 0   | CHI     | 5   | 11  | 0   | DET    | 5   | 11  | 0   |
| 1991 | DET(2c)  | 12       | 4        | 0        | CHI(4w) | 11  | 5   | 0   | MIN     | 8   | 8   | 0   | GB      | 4   | 12  | 0   | TB     | 3   | 13  | 0   |
| 1990 | CHI(4d)  | 11       | 5        | 0        | TB      | 6   | 10  | 0   | DET     | 6   | 10  | 0   | GB      | 6   | 10  | 0   | MIN    | 6   | 10  | 0   |
| 1989 | MIN(3d)  | 10       | 6        | 0        | GB      | 10  | 6   | 0   | DET     | 7   | 9   | 0   | CHI     | 6   | 10  | 0   | TB     | 5   | 11  | 0   |
| 1988 | CHI(1c)  | 12       | 4        | 0        | MIN(4d) | 11  | 5   | 0   | TB      | 5   | 11  | 0   | DET     | 4   | 12  | 0   | GB     | 4   | 12  | 0   |
| 1987 | CHI(2d)  | 11       | 4        | 0        | MIN(5c) | 8   | 7   | 0   | GB      | 5   | 9   | 1   | TB      | 4   | 11  | 0   | DET    | 4   | 11  | 0   |
| 1986 | CHI(2d)  | 14       | 2        | 0        | MIN     | 9   | 7   | 0   | DET     | 5   | 11  | 0   | GB      | 4   | 12  | 0   | TB     | 2   | 14  | 0   |
| 1985 | CHI(1v)  | 15       | 1        | 0        | GB      | 8   | 8   | 0   | MIN     | 7   | 9   | 0   | DET     | 7   | 9   | 0   | TB     | 2   | 14  | 0   |
| 1984 | CHI(3c)  | 10       | 6        | 0        | GB      | 8   | 8   | 0   | TB      | 6   | 10  | 0   | DET     | 4   | 11  | 1   | MIN    | 3   | 13  | 0   |
| 1983 | DET(3d)  | 9        | 7        | 0        | GB      | 8   | 8   | 0   | CHI     | 8   | 8   | 0   | MIN     | 8   | 8   | 0   | TB     | 2   | 14  | 0   |
| 1982 | GB(3d)   | 5        | 3        | 1        | MIN(4d) | 5   | 4   | 0   | TB(7w)  | 5   | 4   | 0   | DET(8w) | 4   | 5   | 0   | CHI    | 3   | 6   | 0   |
| 1981 | TB(3d)   | 9        | 7        | 0        | DET     | 8   | 8   | 0   | GB      | 8   | 8   | 0   | MIN     | 7   | 9   | 0   | CHI    | 6   | 10  | 0   |
| 1980 | MIN(3d)  | 9        | 7        | 0        | DET     | 9   | 7   | 0   | CHI     | 7   | 9   | 0   | TB      | 5   | 10  | 1   | GB     | 5   | 10  | 1   |
| 1979 | TB(2c)   | 10       | 6        | 0        | CHI(5w) | 10  | 6   | 0   | MIN     | 7   | 9   | 0   | GB      | 5   | 11  | 0   | DET    | 2   | 14  | 0   |
| 1978 | MIN(3d)  | 8        | 7        | 1        | GB      | 8   | 7   | 1   | DET     | 7   | 9   | 0   | CHI     | 7   | 9   | 0   | TB     | 5   | 11  | 0   |
| 1977 | MIN(3c)  | 9        | 5        | 0        | CHI(4d) | 9   | 5   | 0   | DET     | 6   | 8   | 0   | GB      | 4   | 10  | 0   | TB     | 2   | 12  | 0   |

### AFC西地区（1976年）
- DEN:デンバー・ブロンコス、KC:カンザスシティ・チーフス、OAK:オークランド・レイダース、SD:サンディエゴ・チャージャーズ、TB:タンパベイ・バッカニアーズ
- 括弧内の数字はプレイオフ出場時のシード順、文字はv：スーパーボウル優勝、s：スーパーボウル敗退・カンファレンス優勝、c：カンファレンス決勝敗退、d：ディビジョナルプレーオフ敗退、w：ワイルドカードプレイオフ敗退。

| 年   | 地区優勝 | 地区優勝 | 地区優勝 | 地区優勝 | 2位    | 2位 | 2位 | 2位 | 3位    | 3位 | 3位 | 3位 | 4位    | 4位 | 4位 | 4位 | 5位    | 5位 | 5位 | 5位 |
| 年   | チーム   | 勝       | 負       | 分       | チーム | 勝  | 負  | 分  | チーム | 勝  | 負  | 分  | チーム | 勝  | 負  | 分  | チーム | 勝  | 負  | 分  |
| ---- | -------- | -------- | -------- | -------- | ------ | --- | --- | --- | ------ | --- | --- | --- | ------ | --- | --- | --- | ------ | --- | --- | --- |
| 1976 | OAK(1v)  | 13       | 1        | 0        | DEN    | 9   | 5   | 0   | SD     | 6   | 8   | 0   | KC     | 5   | 9   | 0   | TB     | 0   | 14  | 0   |

## 主な選手

### 永久欠番
| タンパベイ・バッカニアーズ 永久欠番一覧 |                      |                |            |           |
| 背番号                                  | 選手                 | 選手           | ポジション | 在籍期間  |
| 55                                      | デリック・ブルックス | Derrick Brooks | LB         | 1995–2008 |
| 63                                      | リー・ロイ・セルモン | Lee Roy Selmon | DE         | 1976–1984 |
| 99                                      | ウォーレン・サップ   | Warren Sapp    | DT         | 1995–2003 |

### プロフットボール殿堂入り

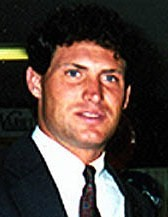
スティーブ・ヤング

| プロフットボール殿堂入りメンバー一覧 |                          |                  |              |           |        |
| 選手                                 |                          |                  |              |           |        |
| 背番号                               | 名前                     | 名前             | ポジション   | 在籍期間  | 選出年 |
| 63                                   | リー・ロイ・セルモン     | Lee Roy Selmon   | DE           | 1976–1984 | 1995   |
| 8                                    | スティーブ・ヤング       | Steve Young      | QB           | 1985–1986 | 2005   |
| 64                                   | ランドール・マクダニエル | Randall McDaniel | OG           | 2000–2001 | 2009   |
| 99                                   | ウォーレン・サップ       | Warren Sapp      | DT           | 1995–2003 | 2013   |
| 55                                   | デリック・ブルックス     | Derrick Brooks   | LB           | 1995–2008 | 2014   |
| 81                                   | ティム・ブラウン         | Tim Brown        | WR           | 2004      | 2015   |
| コーチ・エグゼクティブ               |                          |                  |              |           |        |
| 名前                                 | 名前                     | 名前             | 役職         | 在籍期間  | 選出年 |
| ロン・ウルフ                         | ロン・ウルフ             | Ron Wolf         | GM/副社長    | 1976–1978 | 2015   |
| トニー・ダンジー                     | トニー・ダンジー         | Tony Dungy       | ヘッドコーチ | 1996–2001 | 2016   |

- スティーブ・ヤング

### リング・オブ・オナー
- 2009年選出：リー・ロイ・セルモン
- 2010年選出：ジョン・マッケイ
- 2011年選出：ジミー・ジルズ
- 2012年選出：ポール・グルーバー
- 2013年選出：ウォーレン・サップ
- 2014年選出：デリック・ブルックス
- 2015年選出：マイク・オルストット、ダグ・ウィリアムス
- 2016年選出：ジョン・リンチ
- 2017年選出：マルコム・グレーザー、ジョン・グルーデン[注 2]
- 2018年選出：トニー・ダンジー
- 2019年選出：ロンデ・バーバー
- 2020年選出：モンテ・キフィン

### 個人賞

#### NFL最優秀守備選手
- リー・ロイ・セルモン（1979）
- ウォーレン・サップ（1999）
- デリック・ブルックス（2002）

#### スーパーボウルMVP
- デクスター・ジャクソン（第37回）
- トム・ブレイディ（第55回）

#### プロボウルMVP
- リー・ロイ・セルモン（1982）
- デリック・ブルックス（2006）

#### NFL最優秀新人賞
- ウォリック・ダン（1997、AP通信攻撃選手）
- キャデラック・ウィリアムス（2005、AP通信攻撃選手）
- ジェイミス・ウィンストン（2015、ペプシ）

#### カムバック賞
- アントニオ・ブライアント（2008）
- ダレル・リーヴィス（2013）

## 歴代ヘッドコーチ
- ジョン・マッケイ (1976-1984)
- リーマン・ベネット (1985-1986)
- レイ・パーキンス (1987-1990)
- リチャード・ウィリアムソン (1990-1991)
- サム・ワイチ (1992-1995)
- トニー・ダンジー (1996-2001)
- ジョン・グルーデン (2002-2008)
- ラヒーム・モリス (2009-2011)
- グレッグ・シアーノ (2012-2013)
- ラビー・スミス (2014-2015)
- ダーク・コッター (2016-2018)
- ブルース・エリアンス (2019-2021)
- トッド・ボウルズ (2022-)

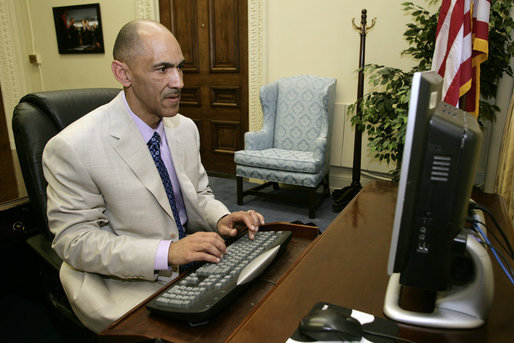
トニー・ダンジー
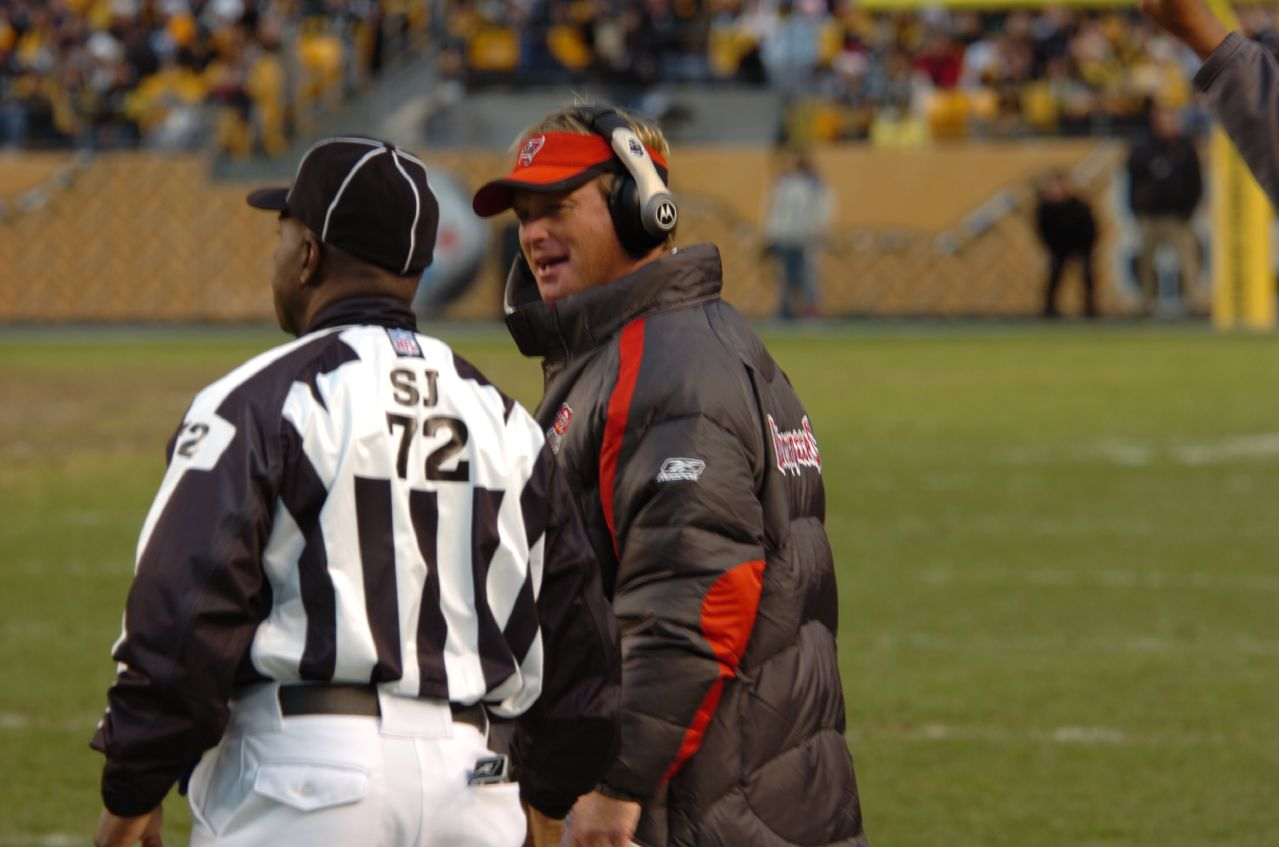
ジョン・グルーデン

## ギャラリー

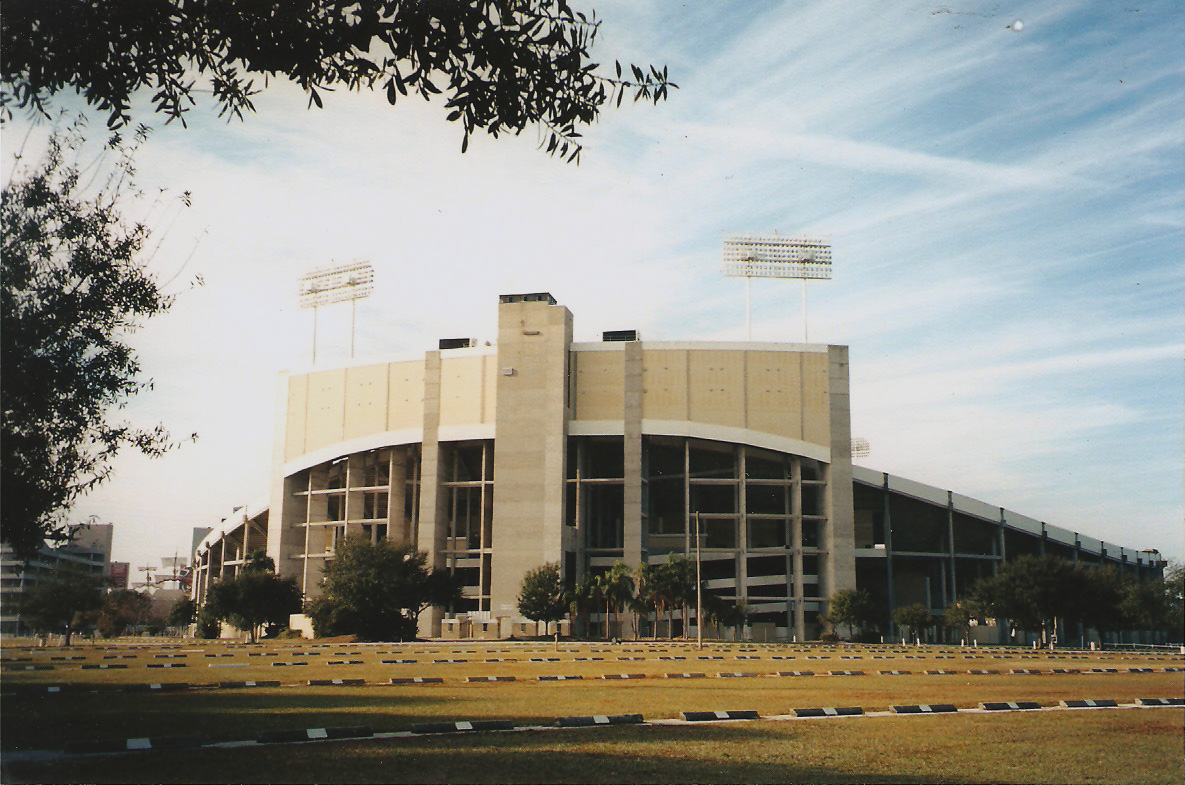
タンパ・スタジアム
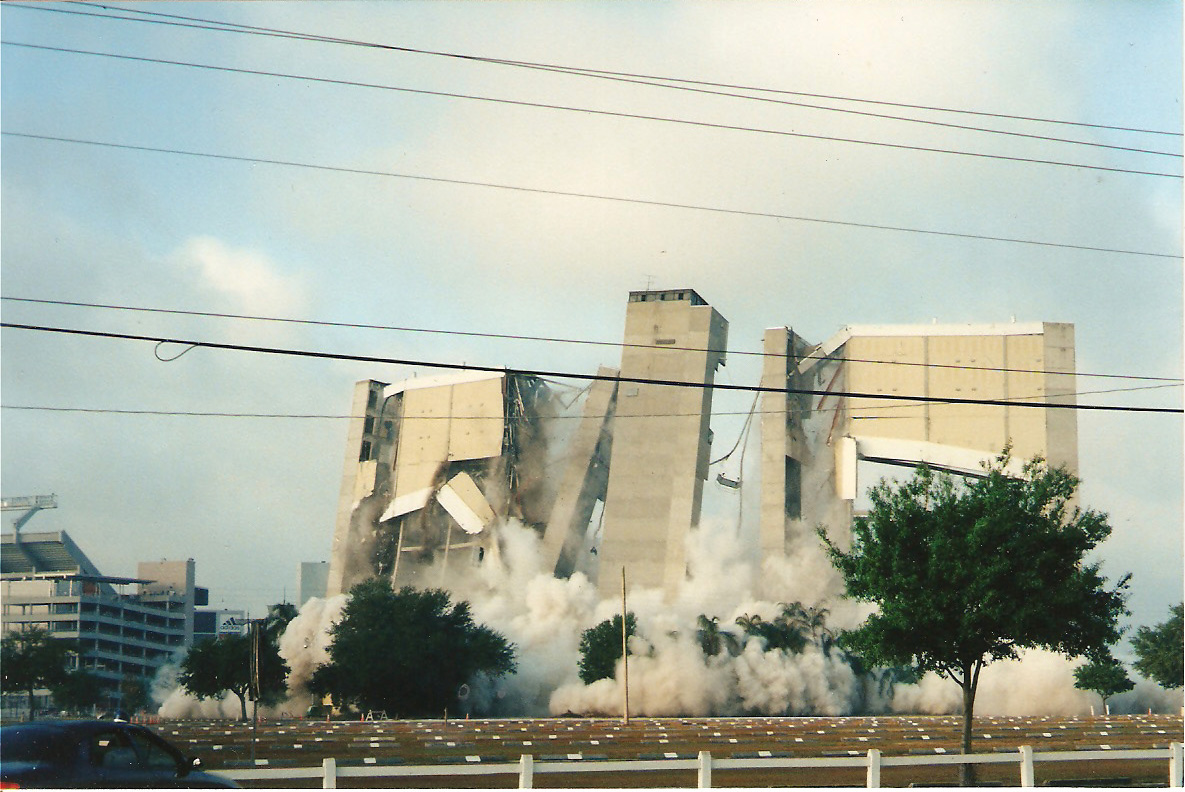
タンパ・スタジアムの解体
レイモンド・ジェームス・スタジアム入場口
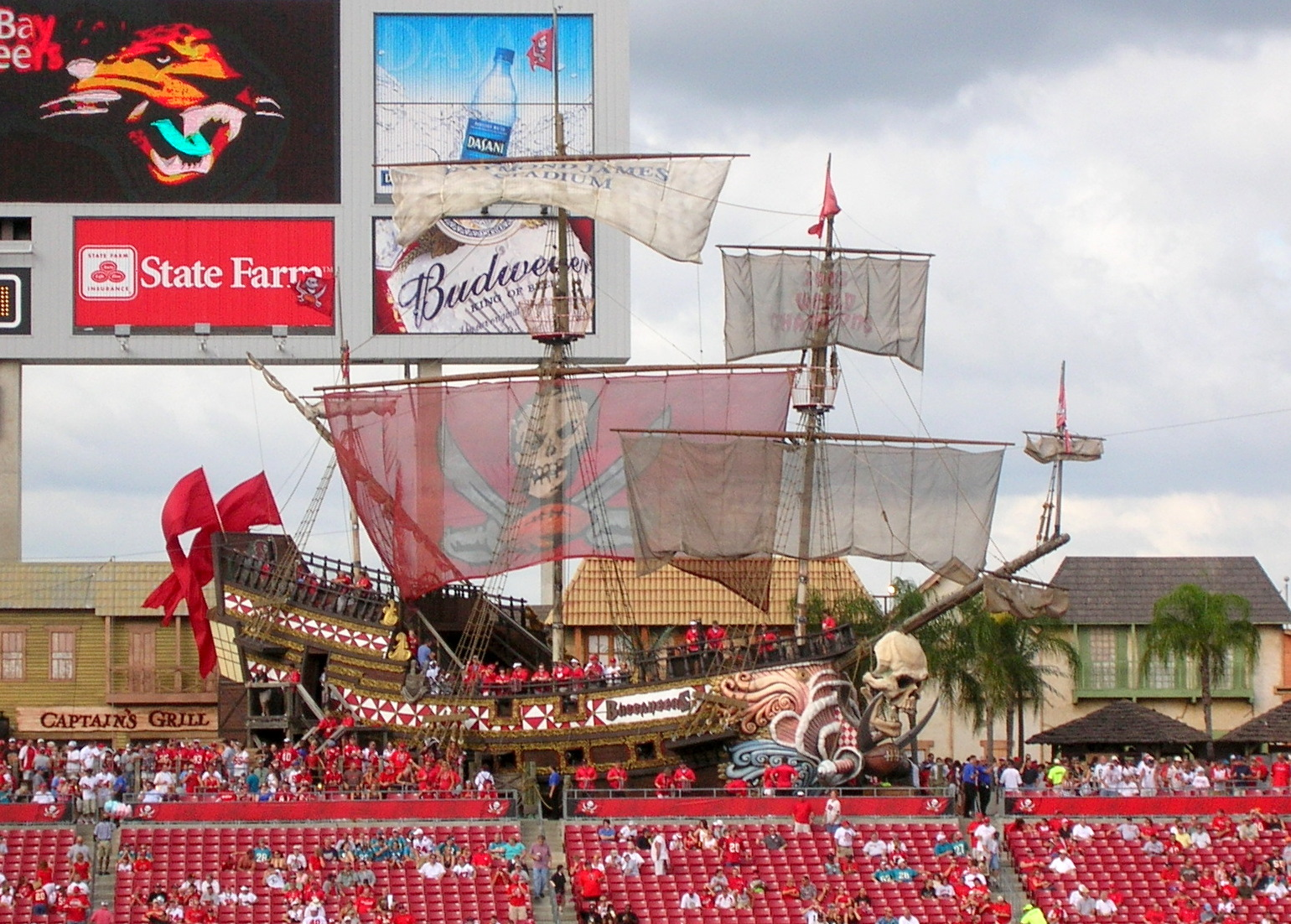
レイモンド・ジェームス・スタジアムの海賊船